# Xylophanes rhodina
Xylophanes rhodina är en fjärilsart som beskrevs av Rothschild och Jordan 1903. Xylophanes rhodina ingår i släktet Xylophanes och familjen svärmare. Inga underarter finns listade i Catalogue of Life.